# Relació de rebuig en mode comú
En electrònica, la relació de rebuig en mode comú (CMRR) d'un amplificador diferencial (o un altre dispositiu) és una mètrica que s'utilitza per quantificar la capacitat del dispositiu per rebutjar senyals de mode comú, és a dir, aquells que apareixen simultàniament i en fase a les dues entrades. . Un amplificador diferencial ideal tindria un CMRR infinit, però això no es pot aconseguir a la pràctica. Cal un CMRR elevat quan s'ha d'amplificar un senyal diferencial en presència d'una entrada possiblement gran de mode comú, com ara una forta interferència electromagnètica (EMI). Un exemple és la transmissió d'àudio a través d'una línia equilibrada en reforç de so o enregistrament.

## Teoria
Idealment, un amplificador diferencial pren els voltatges, {\displaystyle V_{+}} i {\displaystyle V_{-}} a les seves dues entrades i produeix una tensió de sortida {\displaystyle V_{\mathrm {o} }=A_{\mathrm {d} }(V_{+}-V_{-})}, on {\displaystyle A_{\mathrm {d} }} és el guany diferencial. Tanmateix, la sortida d'un amplificador diferencial real es descriu millor com a :
{\displaystyle V_{\mathrm {o} }=A_{\mathrm {d} }(V_{+}-V_{-})+{\tfrac {1}{2}}A_{\mathrm {cm} }(V_{+}+V_{-})}
on {\displaystyle A_{\mathrm {cm} }} és el "guany en mode comú", que normalment és molt més petit que el guany diferencial.
El CMRR es defineix com la relació de les potències del guany diferencial sobre el guany de mode comú, mesurada en decibels positius (així utilitzant la regla dels 20 logs):
{\displaystyle \mathrm {CMRR} =\left({\frac {A_{\mathrm {d} }}{|A_{\mathrm {cm} }|}}\right)=10\log _{10}\left({\frac {A_{\mathrm {d} }}{A_{\mathrm {cm} }}}\right)^{2}{\text{dB}}=20\log _{10}\left({\frac {A_{\mathrm {d} }}{|A_{\mathrm {cm} }|}}\right){\text{dB}}}
Com que el guany diferencial hauria de superar el guany en mode comú, aquest serà un nombre positiu, i com més gran millor.
El CMRR és una especificació molt important, ja que indica quina part del senyal de mode comú apareixerà a la vostra mesura. El valor del CMRR sovint depèn també de la freqüència del senyal, i s'ha d'especificar en funció d'aquesta.
Sovint és important per reduir el soroll a les línies de transmissió. Per exemple, quan es mesura la resistència d'un termoparell en un entorn sorollós, el soroll de l'entorn apareix com una compensació als dos cables d'entrada, convertint-lo en un senyal de tensió de mode comú. El CMRR de l'instrument de mesura determina l'atenuació aplicada a l'offset o al soroll.

## Disseny de l'amplificador
El CMRR és una característica important dels amplificadors operacionals, els amplificadors de diferència i els amplificadors d'instrumentació, i es pot trobar al full de dades. El CMRR sovint varia depenent de la freqüència del senyal de mode comú. El CMRR sovint és molt més alt en configuracions de guany més altes. La clau per aconseguir un CMRR elevat sol ser l'ús de resistències adaptades amb molta precisió (millor que el 0,1%) per minimitzar qualsevol diferència en l'amplificació dels costats negatius i positius del senyal. Els amplificadors d'instrumentació d'un sol xip solen tenir resistències retallades amb làser per aconseguir un CMRR superior a 100 dB, de vegades fins i tot 130 dB.